# Мальта на «Евровидении-2014»
Мальта принимала участие в конкурсе песни «Евровидение 2014» в Копенгагене, Дания. Представитель был выбран путём национального отбора, состоящего из полуфинала и финала конкурса «Malta Eurovision Song Contest 2014», организованным мальтийским национальным вещателем «PBS».

## Malta Eurovision Song Contest 2014
Malta Eurovision Song Contest 2014 стал конкурсом мальтийского национального финала, который выбрал представителя от Мальты на «Евровидение 2014». 24 сентября 2013 года, «PBS» опубликовал правила и положения для участия в конкурсе, открывая таким образом прием заявок до конца октября 2013 года. Организаторы разрешили представить версии песен от любой национальности, но при этом кандидат должен обладать мальтийским гражданством.

### Формат
Конкурс состоял из двадцати песен, конкурирующих в полуфинале который прошёл 7 февраля 2014 года, где всего четырнадцать песен претендовали попасть в финал который прошёл 8 февраля 2014 года. Оба шоу вёл представитель Мальты на конкурсе песни «Евровидение 2013» Джанлука Беццина а также участница которая представила Мальту на «Евровидение 2002» Ира Лоско. Шесть судей оценили песни во время шоу и каждый судья имел равные доли в конечном результате. Семь голосов стали результатами от телеголосования, которые имели равный вес голосов одного судьи. Полуфинал и финал прошли на ярмарке Мальты и в конгресс-центре в Та'Кали.

### Кандидаты
2 ноября 2013 года «PBS» объявил, что получил в общей сложности 210 заявок на конкурс. В середине ноября 2013 года, 70 заявок стали окончательным списоком отборочных записей. 29 ноября 2013 года 20 полуфиналистов были выявлены в ходе специального телешоу «Xarabank». В середине декабря 2013 года, участники снимали рекламные ролики для своих записей которые были выпущены, чтобы представить конкурирующие песни для широкой публики.
Среди выбранных кандидатов есть те кто участвовал на Евровидение уже ранее, а именно: Мириам Кристин которая представляла Мальту на Евровидение 1996 году и Фабрицио Фаниелло который представлял Мальту на Евровидение 2001 и 2006 годах. Софи Дебаттиста которая представляла Мальту на Детском конкурсе песни Евровидении 2006 и Даниель Теста который представлял Мальту на Детском Евровидении 2008. Среди авторов песен которые являются ранее участвовавшими кандидатыми имеются: Павел Гиордимайна который представил Мальту на Евровидение в 1991 году вместе с соавтором Флер Бальзан которая приняла участие на «Евровидение 2011», Глен Велла которая представляла Мальту в 2011 году, Пол Абела который представил Мальту на Евровидение 1991, 1996 и 2001 годах, Жерар Джеймс Борг и Филипп Велла которые сотрудничели вместе для конкурсов 2000, 2002, 2004, 2007 и 2008 года, Борис Чезек который стал соавтором для Евровидение 2013 года, Стивен Радден который представлял Великобританию на Евровидение в качестве части члена «Love City Groove» в 1995 году и Йохан Вейехорм который участвовал в вступлении Азербайджана в 2009 году.

### Полуфинал
Полуфинал состоялся 7 февраля 2014 года, где двадцать песен соревновались в течение четырнадцати отборочных мест в финале. Во время пресс-конференции от оргкомитета конкурса 2 декабря 2013 года, был проведен розыгрыш для определения какая песня будет открывать и закрывать шоу; песня «Because I Have You» в исполнении Amber была выбрана чтобы открыть шоу и «Ten» в исполнении Corazon закроет шоу.
| №  | Исполнитель       | Песня                     | Автор(ы) песни                                           |
| -- | ----------------- | ------------------------- | -------------------------------------------------------- |
| 1  | Amber             | «Because I Have You»      | Paul Giordimaina, Fleur Balzan                           |
| 2  | Chris Grech       | «Oblivion»                | Philip Vella, Gerard James Borg                          |
| 3  | Romina Mamo       | «Addictive»               | Linda Persson, Ylva Persson                              |
| 4  | Jessika           | «Hypnotica»               | Philip Vella, Gerard James Borg                          |
| 5  | Andreana          | «Now and Forever»         | Vinny Vella, Karl Spiteri                                |
| 6  | Daniel Testa      | «One Last Ride»           | Stephen Rudden, Lawrence Peter Bridge                    |
| 7  | Raquel            | «Invisible»               | Gerard James Borg, Philip Vella                          |
| 8  | Fabrizio Faniello | «Just No Place Like Home» | Johan Bejerholm                                          |
| 9  | Wayne William     | «Some Kind Of Wonderful»  | Wayne Micallef                                           |
| 10 | Ryan Paul Abela   | «City Lady»               | Paul Abela, Ryan Paul Abela, Joe Julian Farrugia         |
| 11 | Christabelle      | «Love Tricity»            | Magnus Kaxe, Gerard James Borg                           |
| 12 | Pamela            | «Take Me»                 | Boris Cezek                                              |
| 13 | Sophie            | «Let The Sunshine In»     | Sophie DeBattista, Adam Pakard, Alex Dew                 |
| 14 | Franklin          | «Love Will Take Me Home»  | Glen Vella, Beatrice Eriksson, M Frenell, Michael J Down |
| 15 | Miriam Christine  | «Safe»                    | Mark Scicluna, Emil Calleja Bayliss                      |
| 16 | Deborah C         | «Until We Meet Again»     | Elton Zarb, Matt Mercieca                                |
| 17 | «Firelight»       | «Coming Home»             | Richard Micallef                                         |
| 18 | De Bee            | «Pin The Middle»          | Peter Paul Galea, Debbie Stivala                         |
| 19 | Davinia           | «Brand New Day»           | Elton Zarb, Matt Mercieca                                |
| 20 | Corazon           | «Ten»                     | Paul Giordimaina, Fleur Balzan                           |

### Финал
Финал состоялся 8 февраля 2014 года, где четырнадцать песен, которые квалифицировались из полуфинала были снова оценены путём пяти членов жюри (5/6), а также результатом общественного голосования телезрителей (1/6) где и определился победитель. Во время пресс-конференции от оргкомитета конкурса после заключения полуфинала, распределение порядковых выступлений была проведена для определения, какие песни будут открывать и закрывать шоу; «Love Tricity» в исполнении Christabelle была выбрана, чтобы открыть шоу и «Pin The Middle» в исполнении De Bee была выбрана чтобы закрыть шоу. В дополнение к выступлениям конкурирующих песен, в шоу также фигурирует победительница конкурса песни «Евровидение 2013» Эммили де Форест, которая исполнила свой новый сингл «Rainmaker», швейцариский участник а также победитель конкурса «Die Grosse Entscheidungsshow 2014» Sebalter, который исполнил песню «Hunter of Stars», победительница Детского конкурса песни Евровидение 2013 Гайя Кауки а также выступления групп «Winter Moods» и «Gorg у Pawlu».
Пять членов жюри, которые оценивали записи во время финала состояла из:
- Питер Коссай (Мальта)
- Екатерина Орлова (Россия)
- Никола Калиджоре (Италия)
- Ольга Саламаха (Белоруссия)
- Рубен Заммитт (Мальта)

В заключение голосования, группа «Firelight» стала победителем конкурса с песней «Coming Home».
| №  | Исполнитель     | Песня                    | Автор(ы) песни                                           | Жюри | Телеголосование | Всего | Место |
| -- | --------------- | ------------------------ | -------------------------------------------------------- | ---- | --------------- | ----- | ----- |
| 1  | Christabelle    | «Lovetricity»            | Magnus Kaxe, Gerard James Borg                           | 14   | 4               | 18    | 8     |
| 2  | Wayne William   | «Some Kind of Wonderful» | Wayne Micallef                                           | 9    | 0               | 9     | 12    |
| 3  | Davinia         | «Brand New Day»          | Elton Zarb, Matt Mercieca                                | 4    | 3               | 7     | 13    |
| 4  | Ryan Paul Abela | «City Lady»              | Paul Abela, Ryan Paul Abela, Joe Julian Farrugia         | 16   | 0               | 16    | 10    |
| 5  | Franklin        | «Love Will Take Me Home» | Glen Vella, Beatrice Eriksson, M Frenell, Michael J Down | 20   | 5               | 25    | 7     |
| 6  | Daniel Testa    | «One Last Ride»          | Stephen Rudden, Lawrence Peter Bridge                    | 31   | 10              | 41    | 3     |
| 7  | Sophie          | «Let The Sunshine In»    | Sophie DeBattista, Adam Pakard, Alex Dew                 | 11   | 0               | 11    | 11    |
| 8  | Chris Grech     | «Oblivion»               | Philip Vella, Gerard James Borg                          | 6    | 1               | 7     | 13    |
| 9  | Deborah C       | «Until We Meet Again»    | Elton Zarb, Matt Mercieca                                | 28   | 0               | 28    | 5     |
| 10 | Jessika         | «Hypnotica»              | Philip Vella, Gerard James Borg                          | 6    | 12              | 18    | 8     |
| 11 | Pamela          | «Take Me»                | Boris Cezek                                              | 21   | 6               | 27    | 6     |
| 12 | Firelight       | «Coming Home»            | Richard Micallef                                         | 56   | 7               | 63    | 1     |
| 13 | Amber           | «Because I Have You»     | Paul Giordimaina, Fleur Balzan                           | 30   | 2               | 32    | 4     |
| 14 | De Bee          | «Pin The Middle»         | Peter Paul Galea, Debbie Stivala                         | 38   | 8               | 46    | 2     |

#### Жюри
| Песня                    | П. Коссай | Е. Орлова | Н. Калиджоре | О. Саламаха | Р. Заммитт | Всего |
| ------------------------ | --------- | --------- | ------------ | ----------- | ---------- | ----- |
| «Lovetricity»            | 5         | 2         | 2            | -           | 5          | 14    |
| «Some Kind of Wonderful» | -         | 1         | -            | 7           | 1          | 9     |
| «Brand New Day»          | -         | -         | 4            | -           | -          | 4     |
| «City Lady»              | 4         | 3         | 7            | -           | 2          | 16    |
| «Love Will Take Me Home» | -         | 4         | 5            | 8           | 3          | 20    |
| «One Last Ride»          | 3         | 10        | 8            | 10          | -          | 31    |
| «Let The Sunshine In»    | 1         | -         | -            | 3           | 7          | 11    |
| «Oblivion»               | -         | -         | -            | 6           | -          | 6     |
| «Until We Meet Again»    | 8         | 12        | 3            | 5           | -          | 28    |
| «Hypnotica»              | 2         | -         | -            | -           | 4          | 6     |
| «Take Me»                | 6         | 5         | 1            | 1           | 8          | 21    |
| «Coming Home»            | 12        | 8         | 12           | 12          | 12         | 56    |
| «Because I Have You»     | 10        | 6         | 6            | 2           | 6          | 30    |
| «Pin The Middle»         | 7         | 7         | 10           | 4           | 10         | 38    |

## На Евровидении
Представитель Мальты на конкурсе выступил в первой половине второго полуфинала, который прошёл 8 мая 2014 года в Копенгагене,Дания.Группа прошла в финал конкурса, заняв 9-е место, получив 63 балла.10 мая в финале группа заняла 23 место, набрав 32 балла.